# Kalandia
Kalandia (árabe: قلنديا, hebreo: קלנדיה), también conocida como Qalandia o Qalandiya, es  un pueblo palestino ubicado en Cisjordania, entre Jerusalén y Ramala, justo al oeste de la frontera del municipio de Jerusalén. De acuerdo con la Oficina Central de Estadísticas de Palestina, 1154 personas vivían en Kalandia en 2006. Kalandia es también el nombre de un campo de refugiados establecido por la UNRWA en 1949 para refugiados palestinos de Lydda, Ramla y Jerusalén tras el éxodo palestino de 1948.

## Historia
En Kalandia se han encontrado tumbas de gran antigüedad.
En diversas excavaciones se han hallado unos baños bizantinos y cerámica del mismo periodo.
Durante el periodo de las Cruzadas, Kalandia fue uno de los 21 pueblos y aldeas otorgados por el rey Godofredo de Bouillón como feudo a los canónigos del Santo Sepulcro. En 1151, el abad arrendó el uso de las viñas y huertas de Kalandia a un tal Nemes el Sirio, a su hermano Antonio y a sus hijos. A cambio, el convento recibía una parte de la producción anual de estas tierras. En 1152 la reina Melisenda de Jerusalén intercambió aldeanos de su propiedad por tiendas y dos contadores para el cambio de moneda. En los documentos de dicho intercambio se reflejan los nombres de los aldeanos, todos ellos nombres cristianos, lo que indica que Kalandia era una población cristiana por aquella época.

### Época Otomana
En 1517, los otomanos incorporaron el pueblo a su imperio junto con el resto de Palestina, y en 1596, Kalandia aparecía en los registros de impuestos otomanos como una nahiya (subdistrito) de Al-Quds, en el liwa (distrito) de Al-Quds. Tenía una población de 15 hogares musulmanes y pagaba impuestos sobre trigo, cebada, olivas, algunos ingresos ocasionales, colmenas y/o cabras.
En mayo de 1863, el explorador francés Victor Guérin visitó el pueblo y lo describió de la siguiente manera: "pequeña aldea que consta de unas pocas casas con plantaciones de higueras alrededor". Por otro lado, un listado otomano de pueblos y aldeas mostraba alrededor de 1870 que en Kalandia había 16 casas habitadas por 50 personas, aunque el recuento de habitantes solo incluía a los hombres.
En 1883, la Fundación para la Exploración de Palestina describió Kalandia en su Estudio sobre Palestina Occidental como "pequeña aldea rodeada de olivares, con canteras hacia el oeste."

### Mandato Británico de Palestina
En el censo de Palestina de 1922, llevado a cabo por las autoridades del Mandato Británico, Qalandieh (Qalandia) tenía una población de 144 habitantes, de los que 122 eran musulmanes y 22 judíos. Su población había disminuido en el censo de 1931, año en el que Qalandiya tenía una población de 120 habitantes, todos ellos musulmanes, que vivían en 25 casas.
En 1945, la población de Kalandia era de 190 árabes y su territorio era de 3940 dunams, según un estudio oficial sobre la tierra y su población. De ellos, 427 dunams estaban dedicados a plantaciones y tierra irrigable, 2,202 a cereales y 6 dunams eran considerados zonas urbanizadas.

#### Aeropuerto de Kalandia
Hasta 1930, el único aeropuerto civil del Mandato de Palestina estaba ubicado en Kalandia, si bien es verdad que había unos cuantos aeropuertos militares. El Aeropuerto de Kalandia era usado por importantes viajeros con destino en Jerusalén. Fue abierto para vuelos regulares en 1936. Después de la Guerra de los Seis Días,  Israel se apoderó del aeropuerto y lo rebautizó como Aeropuerto de Atarot, pero hubo de cerrarlo en 2001 tras el inicio de la Segunda Intifada.

### Ocupación jordana

Muro de Separación en Kalandia

A la conclusión de la Guerra árabe-israelí de 1948, y después del Armisticio de 1949, Kalandia y el resto de Cisjordania quedaron bajo control jordano.

#### Campo de refugiados de Kalandia
El campo de refugiados de Kalandia fue establecido en 1949 por la UNRWA en tierras cedidas por Jordania, que por entonces controlaba la Cisjordania palestina. A fecha de 2006 ocupaba una superficie de 353 dunams (35,3 ha) y tenía una población de 10,024 habitantes, con 935 estructuras divididas en 8 bloques. Las autoridades israelíes la consideran parte de la Gran Jerusalén y permanece bajo su control. La ONU ha condenado repetidamente la materialización de la idea israelí de la Gran Jerusalén mediante la anexión de Jerusalén este y sus zonas circundantes, denominándola "una violación del derecho internacional".

### Ocupación israelí

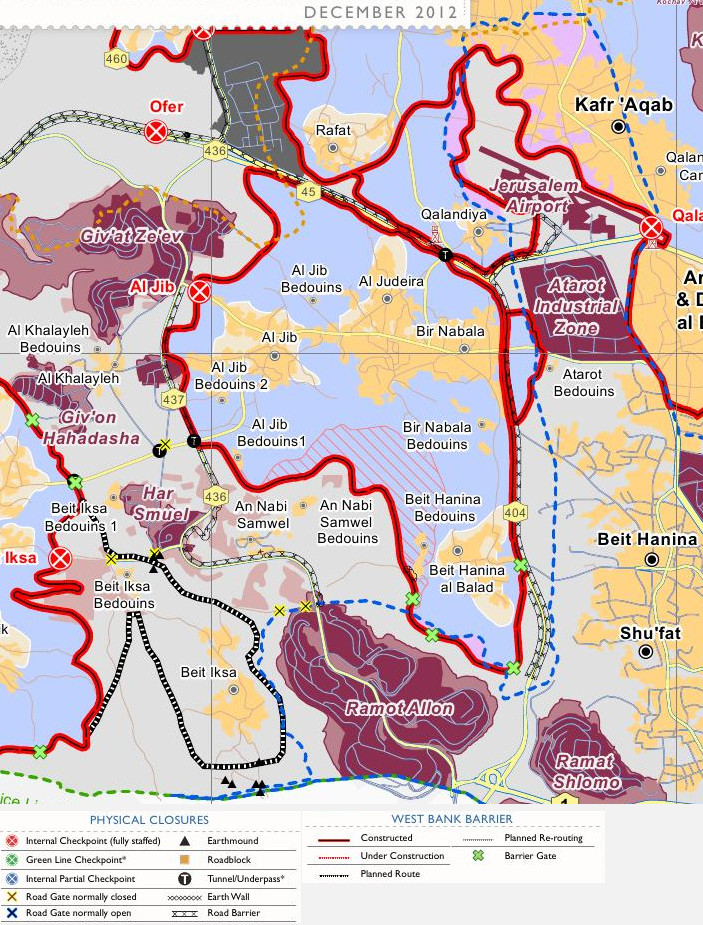
El muro en el norte de Jerusalén, que confina a Kalandia (en el norte) como un enclave bajo control israelí.

Desde la Guerra de los Seis Días de 1967, Kalandia permanece bajo ocupación israelí, en contravención con numerosas resoluciones del Consejo de Seguridad de Naciones Unidas que dictan que Israel debe volver a las fronteras anteriores a dicha guerra. 
El 23 de agosto de 2013, un asalto israelí a Kalandia resultó en enfrentamientos con residentes locales, dejando tres muertos y varios heridos críticos entre sus habitantes.

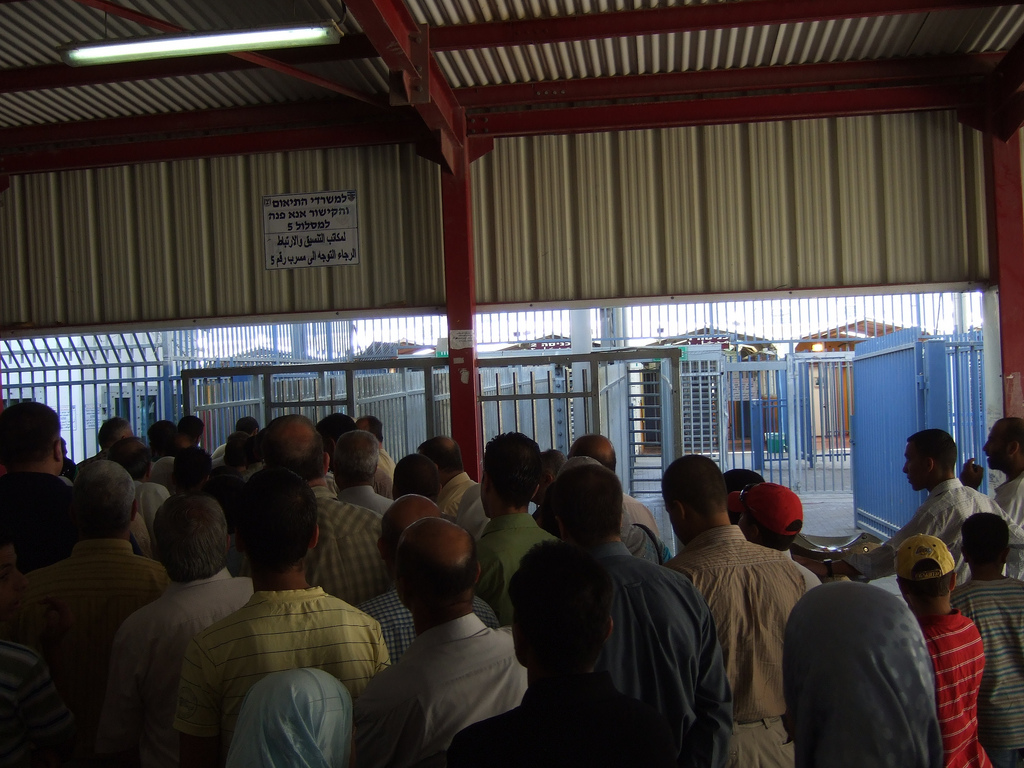
El control de seguridad de Kalandia, entre Jerusalén y Ramala, es lugar de frecuentes manifestaciones contra la ocupación israelí.

El 24 de julio de 2014, un joven palestino de 17 años llamado Mahmud Ziad falleció a causa de un disparo en la cabeza mientras participaba en una manifestación contra la ofensiva israelí en Gaza. El soldado israelí que lo abatió afirmó que Ziad le había disparado previamente. La ONG israelí B'Tselem afirma que iba desarmado.
El 3 de julio de 2015, un adolescente palestino llamado Mohamed Hani al-Kasba murió tiroteado por un oficial israelí cerca del puesto de control de Kalandia. Un portavoz del ejército israelí aseguró que el joven, de 17 años, estaba arrojando piedras a los vehículos del ejército.
El 17 de enero de 2017, tropas israelíes se adentraron en Kalandia para demoler una serie de estructuras metálicas que servían de lavaderos y tiendas portátiles cerca del control de seguridad de la ciudad. Como resultado de los enfrentamientos resultantes, seis palestinos resultaron heridos de diversa consideración, no siendo posible su evacuación por la prohibición de acceso de las ambulancias que aplicó la policía de fronteras israelí. Tampoco se permitió el acceso a los cuerpos de bomberos palestinos para apagar un incendio causado por una granada de gas lacrimógeno israelí.
El 2 de abril de 2019, durante una incursión israelí en la ciudad, las tropas israelíes mataron a un hombre de 23 años, hirieron a otros tres y detuvieron a tres hermanos de la misma familia.

#### Control de seguridad de Kalandia
El de Kalandia es el principal control de seguridad entre el norte de Cisjordania y Jerusalén. El ejército israelí usa este puesto de seguridad para controlar el acceso de los palestinos a Jerusalén Oriental e Israel. Israel exige que los palestinos estén en posesión de permisos para pasar a través de este control de seguridad, ya sea por motivos de trabajo, asistencia médica, educación o por motivos religiosos. Según B'Tselem, la mayoría de las personas que pasan por este control de seguridad son residentes  de Jerusalén Oriental separados del resto de la ciudad por el muro israelí de Cisjordania.